# Panzerbüchse

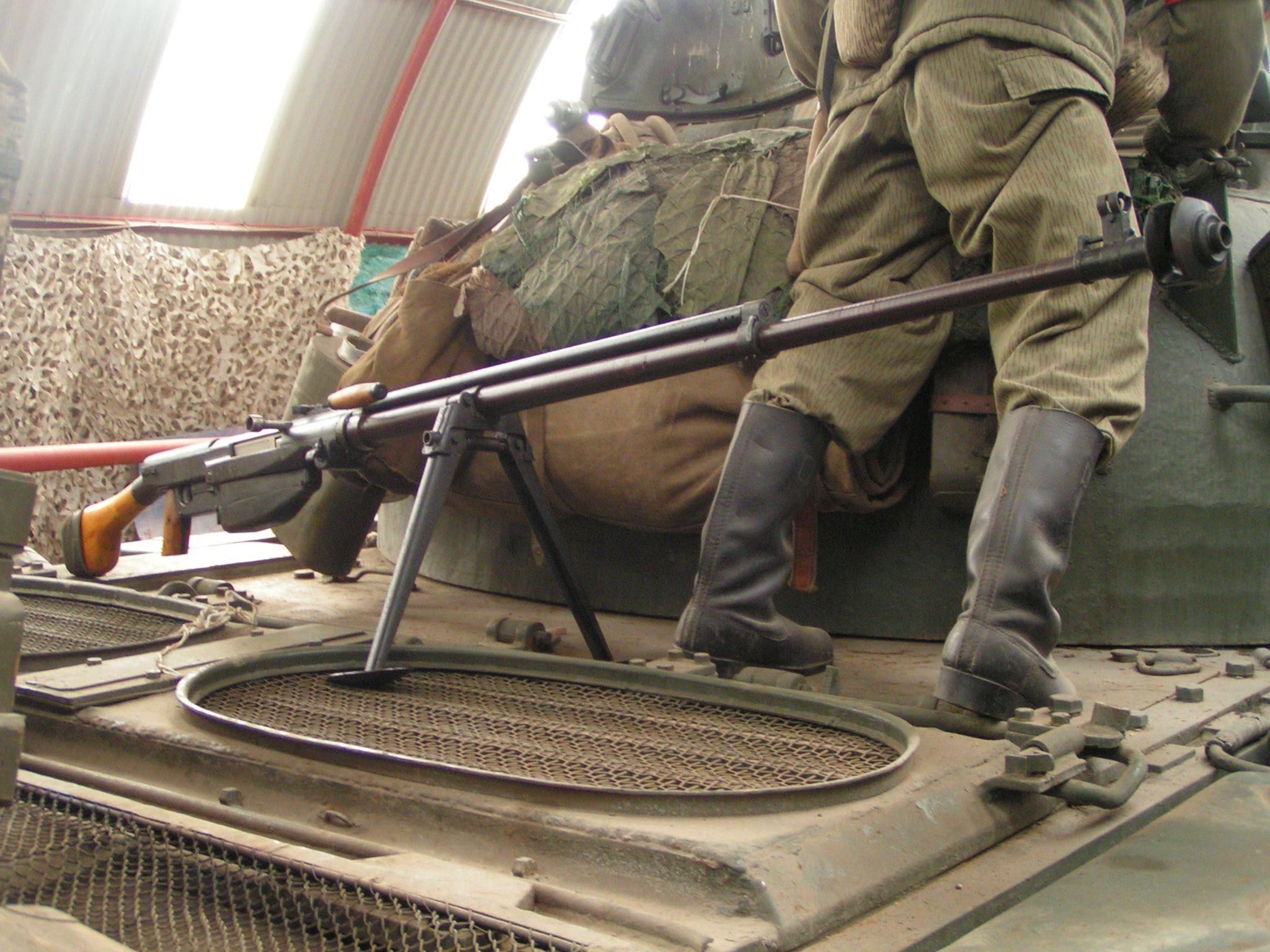
Eine sowjetische Selbstladepanzerbüchse vom Typ PTRS-41 im Kaliber 14,5 mm

Die Panzerbüchse gehört zu den Panzerabwehrhandwaffen und dient zur Bekämpfung von Panzern und gepanzerten Fahrzeugen. Entwickelt wurden diese Waffen zwischen den beiden Weltkriegen, kurz nach dem Aufkommen der ersten Panzer im Ersten Weltkrieg. Es handelt sich um schwere, großkalibrige Gewehre, die mit besonders starker Treibladung panzerbrechende Geschosse verschießen. Das Ziel ist, die Panzerung zu durchschlagen und die Besatzung bzw. wichtige Bestandteile des Panzers außer Gefecht zu setzen.
Durch die starke Munition bedingt ist der Rückstoß für den Schützen enorm. Spätere Entwicklungen versuchten den Rückstoß mit mechanischen Maßnahmen (beispielsweise beweglichen Läufen) und Mündungsbremsen zu verringern.

## Entwicklung
Schon zu Beginn des Zweiten Weltkriegs zeigte sich, dass die Panzerbüchsen den Wettlauf mit den immer dicker werdenden Panzerungen nicht gewinnen konnten. Sie erreichten nicht mehr die geforderten Durchschlagleistungen, da diese proportional mit ihrem Gewicht (Kaliber und Rohrlänge) ansteigt. Die Grenzen des tragbaren Gewichts und des akzeptablen Rückstoßes wurden erreicht. Deswegen wurden bereits in der zweiten Hälfte des Zweiten Weltkriegs kaum noch Waffen dieser Art produziert. An ihre Stelle traten reaktive Panzerbüchsen, die Hohlladungsmunition verschossen. Das Hohlladungsgeschoss fliegt hier mit deutlich geringerer Geschwindigkeit als das Geschoss einer Panzerbüchse.

## Geschichte
Hochleistungsgewehre erschienen zuerst um 1800 für die Jagd auf Großwild. Aus der Zeit stammt der Begriff Elefantenbüchse. Panzerbüchsen schlagen denselben Pfad ein – ein möglichst großes (= massereiches) Geschoss mit möglichst hoher Geschwindigkeit ins Ziel zu bringen.
Die Panzerbüchsen wurden nach den ersten Panzereinsätzen des Ersten Weltkrieges entwickelt, gedacht als eine geeignete Abwehrwaffe der Infanterie gegen Panzer. Mangels Alternativen wurden die Panzer anfänglich im direkten Beschuss mit herkömmlichen Artillerie-Kanonen und mit improvisierten Sprengmitteln bekämpft. Es zeigte sich aber schnell, dass die neue Waffe „Panzer“ auch die Entwicklung einer entsprechenden Abwehrwaffe erforderte.
Die erste Panzerbüchse war das deutsche Tankgewehr M1918 von Mauser im Kaliber 13 × 92 mm HR, das nach einer Entwicklungszeit von nur vier Monaten kurz vor dem Ende des Ersten Weltkriegs zum Einsatz kam. Die Waffe stellte im Prinzip ein vergrößertes Gewehr 98 dar und konnte Panzerungen von etwa 20 Millimeter Dicke auf eine Entfernung von 100–200 Metern bei einem Auftreffwinkel von 90 Grad durchschlagen. Durch ihre Größe (etwa 180 Zentimeter lang und 17 Kilogramm schwer) war sie sehr unhandlich. Der Rückstoß war ebenfalls gewaltig, bereits nach wenigen Schüssen bekam der Schütze Kopf- und Gliederschmerzen und musste abgelöst werden.
Zwischen den Weltkriegen wurde eine Vielzahl weiterer Panzerbüchsen eingeführt. Teilweise bestanden die Geschosse aus bestimmten Metallen (beispielsweise Wolfram), was ihnen eine höhere Durchschlagskraft verlieh. Das größte verwendete Kaliber betrug 20 Millimeter, so etwa die finnische Lahti L-39, die über 50 Kilogramm wog. Die Grenze des technisch Machbaren war erreicht. Deutschland war durch den Versailler Vertrag die Entwicklung von Panzerbüchsen verboten; vorhandene Tankgewehre mussten abgeliefert werden. Nach der Machtergreifung der Nationalsozialisten wurde die Panzerbüchse 38 im Kaliber 7,92 × 94 mm entwickelt.
Die Rote Armee bekämpfte mit den PTRD und PTRS in den ersten Jahren des Zweiten Weltkriegs teilweise erfolgreich deutsche Panzer wie den Panzerkampfwagen III. Da ein Treffer meist nicht ausreichte, um den Panzer außer Gefecht zu setzen, setzten die sowjetischen Soldaten oft mehrere Panzerbüchsen gleichzeitig ein. Die Selbstladebüchse PTRS ermöglichte eine höhere Schussfolge.
Teilweise wurden die Panzerbüchsen auch im Häuserkampf gegen Infanterie eingesetzt.
Mit zunehmender Panzerung waren diese Waffen aber nicht mehr effektiv, so dass wirksamere Panzerabwehrwaffen entwickelt wurden.
Ende der 1980er-Jahre wurde den Panzerbüchsen jedoch eine Wiederentdeckung zuteil. Abweichend von ihrer ursprünglichen Form werden sie heute von militärischen und polizeilichen Spezialeinheiten als Anti-materiel rifles zur Bekämpfung leicht- und ungepanzerter Ziele sowie zur Scharfschützenbekämpfung verwendet.

## Liste nach Herstellerland
| Deutschland                        | Tankgewehr M1918                            |
| Zweiter Weltkrieg                  |                                             |
| Sowjetunion                        | PTRD                                        |
| Sowjetunion                        | PTRS                                        |
| Deutschland                        | Panzerbüchse 38                             |
| Deutschland                        | Panzerbüchse 39                             |
| Deutschland                        | Schwere Panzerbüchse 41                     |
| Polen                              | Karabin przeciwpancerny wz.35               |
| Großbritannien                     | Panzerbüchse Boys                           |
| Finnland                           | L-39 20 mm Lahti                            |
| Japan                              | 97-Shiki (Typ 97 Automatische Kanone) 20 mm |
| Tschechoslowakei / Deutsches Reich | Panzerbüchse M.SS41 7,92 × 94 mm            |
| Schweiz                            | Schwere Panzerbüchse Oerlikon               |
| Schweiz                            | Solothurn S18 20 mm                         |
| Anti-materiel rifles               |                                             |
| USA                                | Barrett M82A1                               |
| Kroatien                           | RT-20                                       |
| Ungarn                             | Gepard 12,7 mm                              |
| Südafrika                          | NTW-20                                      |
| Österreich                         | Steyr HS                                    |

## Reaktive Panzerbüchsen
Da die oben beschriebenen herkömmlichen Panzerbüchsen gegen die immer stärker werdenden Panzerungen immer weniger ausrichten konnten, wurden seit dem Zweiten Weltkrieg vermehrt Reaktive Panzerbüchsen entwickelt. Dabei handelt es sich nicht um Büchsen im eigentlichen Sinne, sondern um tragbare großkalibrige Waffen, bei denen ein Teil der Verbrennungsgase der Treibladung nach hinten aus dem an beiden Enden offenen Rohr ausgestoßen wird, wodurch kein Rückstoß auftritt. Verschossen werden meist HEAT- bzw. Hohlladungsgeschosse, die auch bei geringen Geschossgeschwindigkeiten eine hohe Durchschlagskraft besitzen.